# Contea di Baokang
La contea di Baokang (保康县S, Bǎokāng XiànP) è una contea della Cina, situata nella provincia di Hubei e amministrata dalla prefettura di Xiangyang.